# Joseph Mohr
Joseph Mohr, às vezes soletrado Josef (Salzburgo, 11 de dezembro de 1792 - Wagrain, 4 de dezembro de 1848) foi um padre católico romano e escritor austríaco, que escreveu a letra da canção de Natal "Noite Feliz".